# اوکتیابرسکی (استان آمور)
اوکتیابرسکی (به لاتین: Oktyabrsky) یک منطقهٔ مسکونی در روسیه است که در استان آمور واقع شده‌است.